# Ambatondrazaka (stad)
Ambatondrazaka is de hoofdstad van de regio Alaotra-Mangoro in Madagaskar. De stad telt 39.762 inwoners (2005).

## Geschiedenis
Tot 1 oktober 2009 lag Ambatondrazaka in de provincie Toamasina. Deze werd echter opgeheven en vervangen door de regio Alaotra-Mangoro. Tijdens deze wijziging werden alle autonome provincies opgeheven en vervangen door de in totaal 22 regio's van Madagaskar.

## Geografie
De stad ligt ten zuiden van Alaotrameer, het grootste meer van Madagaskar.

## Transport
De stad ligt aan de MLA-spoorweg (Moramanga-Lac Alaotra). Bij Ambatondrazaka bevindt zich ook een luchthaven.